# Heinrich I. (Lübeck)
Heinrich I von Lübeck (* 12. Jahrhundert in Brüssel; † 29. November 1182 in Lübeck) wurde am 24. Juni 1173 zum Bischof von Lübeck geweiht.

## Leben und Wirken
Dem Chronisten Arnold von Lübeck zufolge wurde Heinrich in Brüssel geboren und entstammte dem flämischen Adel. In Paris ausgebildet lehrte er zunächst an der Hildesheimer Domschule. Anschließend war er als Lehrer in Braunschweig tätig (vermutlich am Domstift St. Blasius). Nach einem Traum trat er im Jahr 1158 als Mönch in das Benediktinerkloster St. Aegidien und wurde um das Jahr 1162 dort zum Abt Heinrich II. gewählt. Er begleitete im Jahr 1172 Heinrich den Löwen und den Lübecker Bischof Konrad, auf der Pilgerreise nach Palästina. Heinrich stellte dort sein rhetorisches und diplomatisches Können unter Beweis, als er mit dem ungarischen König über die Sicherung der Wegstrecken auf ihrer Reise verhandelte. Auch am byzantinischen Hof soll er als Protagonist in einer freundschaftlichen Debatte über das Wesen des Heiligen Geistes beteiligt gewesen sein, da er über gute Kenntnisse der griechischen Sprache verfügte. Es sei ihm dabei gelungen die griechischen Theologen von seiner Sichtweise zu überzeugen. Bischof Konrad verstarb auf der Rückreise bei der Überfahrt nach Tyrus.

### Bischof von Lübeck
Heinrich wurde nach der Rückkehr von den Lübecker Domherren als Nachfolger Konrads zum Bischof gewählt. Am 24. Juni 1173 wurde er von den Bischöfen von Havelberg, Ratzeburg und Schwerin geweiht, hierbei wurde in Anwesenheit von Herzog Heinrich dem Löwen der Grundstein für den backsteinromanischen Neubau des Lübecker Doms gelegt. Kurz darauf gründete er das St. Johanniskloster, das um 1175 bereits als bestehend urkundlich erwähnt wird. Die ersten Benediktinermönche des Klosters kommen aus dem Aegidienkloster in Braunschweig. Im Jahr 1181 handelte er auf Wunsch der Lübecker Bürger die Übergabe der Stadt an den Kaiser Friedrich aus. Er wurde auf seinen Wunsch hin im St. Johanniskloster beigesetzt. Über Heinrich und Herzog Heinrich den Löwen wurde um 1290 in der Geschichte von Herzog Heinrich, genannt der Löwe und Abt Heinrich, später Bischof von Lübeck berichtet, dass der Herzog ihm für das Johanniskloster eine Heiligblutreliquie schenkte. Diese Reliquie gelangte im Jahr 1283 in das Aegidienkloster zu Braunschweig.

## Schriften
- De processione Spiritus Sancti. o. D.